# 中国农工民主党福建省委员会
中国农工民主党福建省委员会，简称农工党福建省委、福建农工党，是中国农工民主党在福建省的地方组织。